# Животный мир Доминики
Животный мир Доминики очень разнообразен, здесь обитает множество видов растений и животных. Некоторые из них являются островными эндемиками, остальные встречаются на других островах Карибского моря; некоторые также встречаются на материке.

## Животные

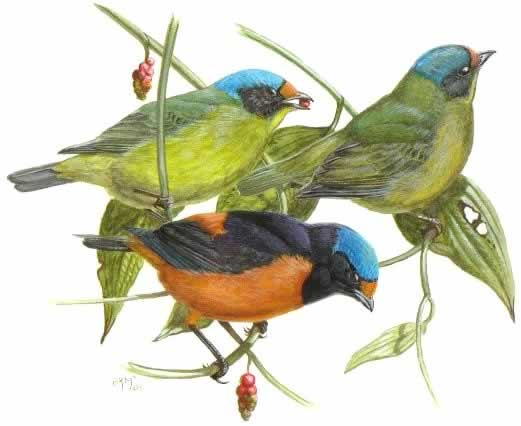
Синешапочная эуфония (Euphonia musica)

Млекопитающих на острове мало, большая часть из них — это одичавшие домашние свиньи. На Доминике было зарегистрировано более 60 видов птиц, что делает её одним из самых богатых по разнообразию островов в Восточном Карибском море. Среди этого множества 59 видов гнездятся именно на острове, в том числе два эндемичных и исчезающих вида попугаев.

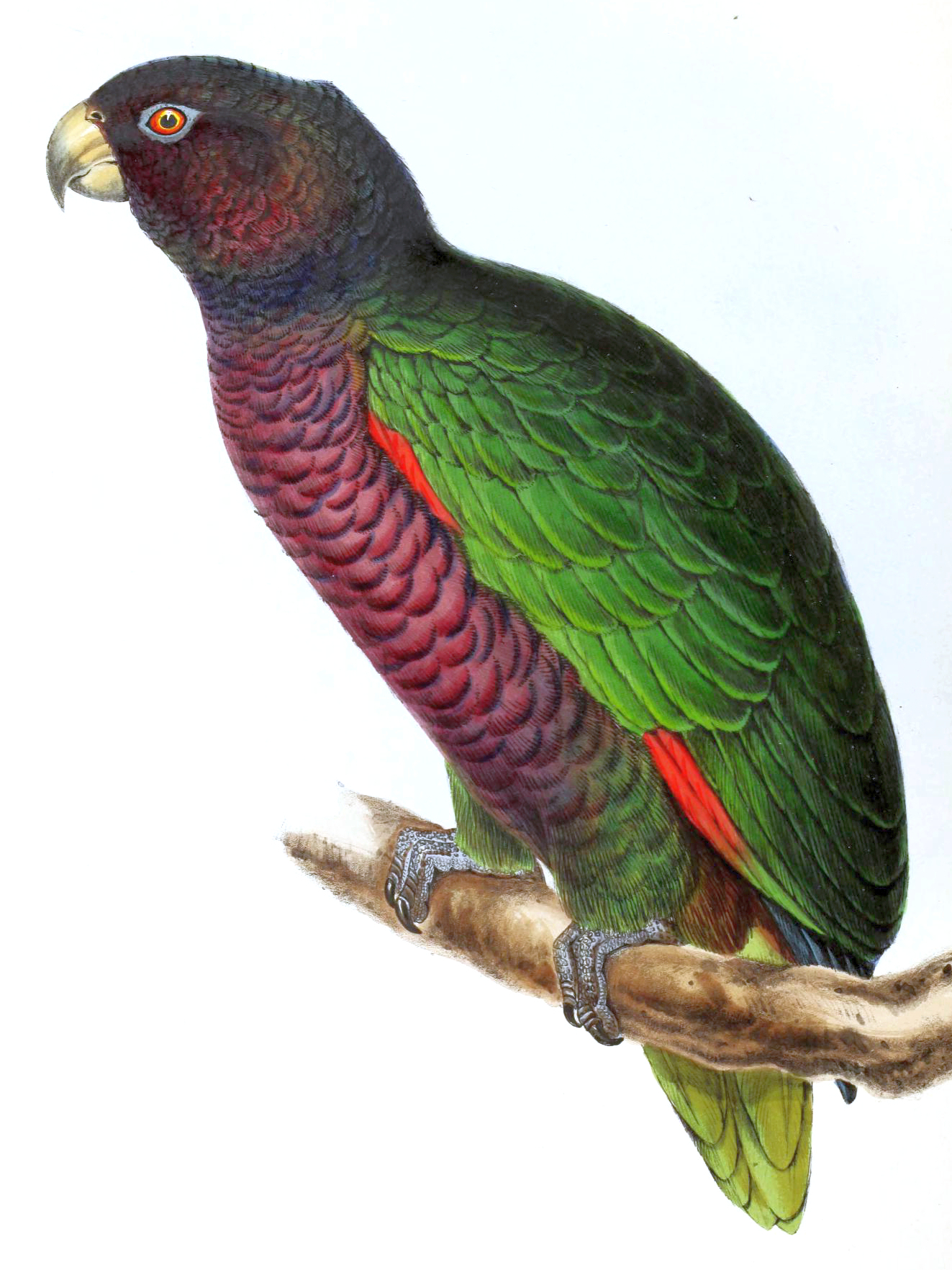
Императорский амазон

Императорский амазон является национальной птицей Доминики и изображён на национальном флаге. В зрелом возрасте попугаи достигают около 51 см в длину, это крупнейший представитель рода амазонов. У него тёмно-фиолетовые грудь и живот, а также зелёная спина.
Краснозобый амазон в целом несколько меньше и зеленее, с яркими пятнами разных цветов.
На острове обитают антильские свистуны, маленькие древесные лягушки, 8 видов ящериц, тринадцать видов летучих мышей, обыкновенные удавы, вырастающие до 3-х метров, и 5 видов неядовитых змей.
Помимо этого Доминика богата беспозвоночными, здесь зарегистрировано около 55 видов наземных и пресноводных моллюсков и более 50 видов бабочек. Из жуков самыми распространёнными являются жук-геркулес и щелкуны кукуйо.

## Растения
Самым распространённым деревом на острове является Dacryodes excelsa — это дерево с большим количеством смолы, традиционно используемое для изготовления лодок-каноэ. Также часто встречаются огненные деревья.